# Куйбіда Катерина Михайлівна

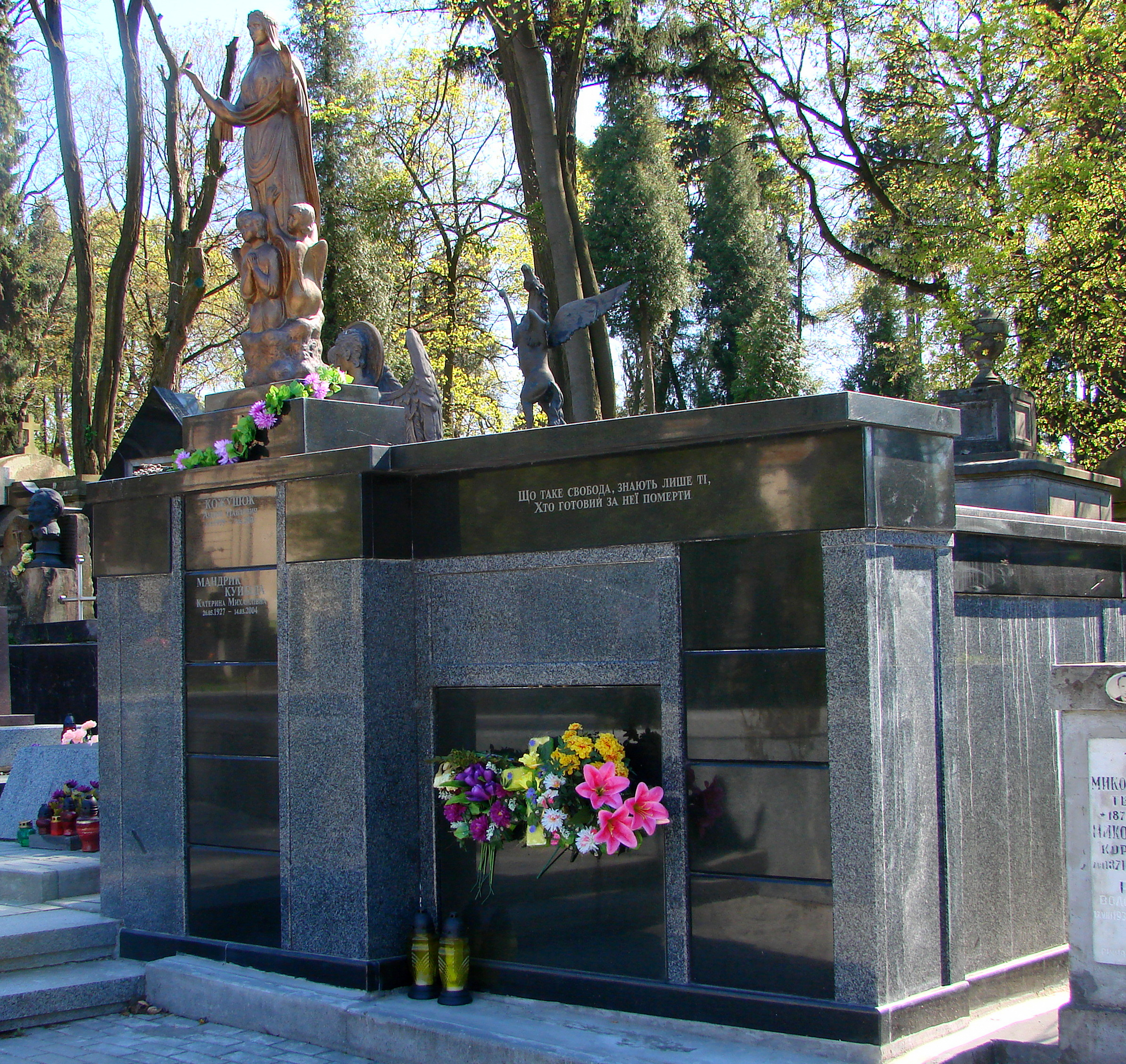
Гробівець Катерини Михайлівни Куйбіди (до шлюбу Мандрик) та її чоловіка Степана Олексійовича Куйбіди на 67 полі Личаківського цвинтаря

Катерина Михайлівна Куйбіда (Мандрик) (26 травня 1927, с. Сукіль, нині Калуський район Івано-Франківської області — 14 березня 2004, м. Львів) — українська поетеса, громадсько-політична діячка, учасниця визвольних змагань, довголітня політична ув'язнена (провела 5 років у радянських таборах і 8 років на засланні), мати українського політика та науковця Василя Куйбіди.
Закінчила 4 класи школи. Член ОУН із 1944 року, зв'язкова УПА. Заарештована 25 жовтня 1950 року. Постановою особливої наради при МДБ СРСР від 17 березня 1951 року засуджена за статтями 54-1а та 54-11 Кримінального кодексу УРСР як «особливо небезпечна злочинниця» до 10 років виправно-трудових таборів. Покарання відбувала в таборах для особливо небезпечних злочинців в смт Абезь та місті Інта Комі АРСР. 9 травня 1956 року випущена на спецпоселення. В 1964 році повернулася в Україну і поселилася в місті Болехів Івано-Франківської області. Реабілітована 25 липня 1991 року. З 1993 року проживала у Львові. Була похована в гробівці на 67 полі Личаківського цвинтаря у Львові, 1 вересня 2013 року до неї було підпоховано її чоловіка — члена ОУН та воїна УПА Степана Олексійовича Куйбіду.

## Громадська діяльність
Була активним членом Народного Руху України, «Меморіалу», «Союзу українок», «Братства ОУН-УПА».

## Творчість
Писала вірші, нариси, оповідки. Збирала фольклор. ЇЇ твори друкувалися в районних, обласних, загальноукраїнських газетах, журналах, альманах, зокрема в альманасі «Біль», часописі «Зона», загальноукраїнській газеті «Поклик сумління», Літературній Україні, журналі «Жовтень», «Буковинському журналі», «Антології краю. Долина, Болехів, околиці.», Антології бойківського краю «Поезії засвічена зоря», «Альманасі Станіславської землі» Наукового товариства ім. Шевченка. Її твори перекладено польською, болгарською та російською мовами. Композитори Іван Зажитько та Ярослав Музика поклали декілька її поезій на музику.
Збірки:
- «Ой летіли журавлі», Львів (2001),
- «Благослови вогнем», Львів (2007),
- «Благослови вогнем», 2-ге видання, доповнене, Львів (2010),
- «Терпка ти, доленько, на смак», Острог (2011),
- Поезія з-за ґрат.. Антологія. Київ, «Смолоскип»,2012, ст. 439—452
- т.1 Ми Україну обороним. Львів (2012),
- т.2 Піснями скріплюємо волю (Із пісенної скарбниці Катерини Куйбіди) Львів (2012),
- т.3 Родовід вкраїнський вічний (статті, рецензії, спогади, присвяти, листи, виступи про Катерину Куйбіду) Львів (2012).
- Щоб промінь волі не погас: вірші українських поетів у перекладі російською мовою Марка Каганцова. Львів, ТзОВ НВФ"Українські технології",,2015, с.480-483
- «Воля кличе нас до бою». Київ, «Смолоскип» (2017),
- «До зброї, браття». Київ, «Просвіта» (2017).
- Катерина Михайлівна Мандрик-Куйбіда. Не знищить нас жорстока доля - зведемо український дім. Український інтерес. 23.08.2020. https://uain.press/articles/kateryna-mandryk-kujbida-ne-znyshhyt-nas-zhorstoka-dolya-zvedemo-ukrayinskyj-dim-1323554 [Архівовано 26 жовтня 2020 у Wayback Machine.]
- Ставай, Україно, до бою! Івано-Франківськ:Місто НВ, 2022. 264 с.

Збірка «Ой летіли журавлі» містить понад 170 пісень, записаних із голосу Катерини Куйбіди.

## Вшанування пам'яті
За рішенням Болехівської міської ради в Болехові 14 жовтня 2005 року Катерині Куйбіді встановлено пам'ятник.
Її ім'я Постановою Кабінету Міністрів України присвоєно Козаківській загальноосвітній школі I—III ступенів, де вона навчалася (Болехівської міської ради).
21 березня 2017 року під час засідання сесії Львівської обласної ради депутати затвердили Положення про обласну літературну премію імені Катерини Куйбіди. Її призначають у галузі національного державотворення за найкращий літературний твір на патріотичну тематику. У жовтні 2023 секретаріат Національної спілки письменників України надав літературній премії імені Катерини Мандрик-Куйбіди статусу всеукраїнської.